# Beverly Mould
Beverly Mould (* 13. März 1962) ist eine ehemalige südafrikanische Tennisspielerin.

## Karriere
Während ihrer Tenniskarriere gewann sie vier WTA-Doppeltitel. Ihre beste Weltranglistenposition 46 erreichte sie am 24. Dezember 1984.

## Turniersiege

### Doppel
| Nr. | Datum        | Turnier       | Kategorie         | Belag             | Partnerin        | Finalgegnerinnen                   | Ergebnis      |
| --- | ------------ | ------------- | ----------------- | ----------------- | ---------------- | ---------------------------------- | ------------- |
| 1.  | Mai 1982     | Berlin (West) | WTA Toyota Series | Sand              | Elizabeth Gordon | Bettina Bunge Claudia Kohde-Kilsch | 6:3, 6:4      |
| 2.  | Februar 1983 | Ridgewood     | WTA               | Teppich (Halle)   | Elizabeth Sayers | Rosalyn Fairbank Susan Leo         | 7:6, 4:6, 7:5 |
| 3.  | Mai 1984     | Johannesburg  | WTA               | Hartplatz (Halle) | Rosalyn Fairbank | Sandy Collins Andrea Leand         | 6:1, 6:2      |
| 4.  | August 1984  | Indianapolis  | WTA               | Sand              | Paula Smith      | Elise Burgin JoAnne Russell        | 6:2, 7:5      |